# Joanne Jackson
Joanne Jackson, född 12 september 1986 i Northallerton, är en brittisk simmare.
Jackson blev olympisk bronsmedaljör på 400 meter frisim vid sommarspelen 2008 i Peking.